# أهل قرنة (ردفان)

تعديل مصدري - تعديل

أهل قرنـة هي إحدى قرى عزلة الحبيلين بمديرية ردفان التابعة لمحافظة لحج، بلغ تعداد سكانها 138 نسمة حسب تعداد اليمن لعام 2004.